# Cuphea philombria
Cuphea philombria är en fackelblomsväxtart som beskrevs av Alicia Lourteig. Cuphea philombria ingår i släktet blossblommor, och familjen fackelblomsväxter. Inga underarter finns listade i Catalogue of Life.